# Campionato africano Under-23 2011
Il campionato africano Under-23 2011 è stata la prima edizione della competizione omonima.
Previsto inizialmente in Egitto dal 26 novembre al 10 dicembre 2011, il torneo venne delocalizzato per motivi di sicurezza pubblica 2 mesi prima dell'inizio della competizione.
Il 13 ottobre 2011 venne assegnata l'organizzazione del torneo al Marocco.
Le migliori tre squadre di ogni edizione si qualificano per i Giochi olimpici del 2012, mentre la quarta classificata disputa uno spareggio con una omologa nazionale asiatica.

## Squadre partecipanti
| Squadra             |
| ------------------- |
| Marocco (ospitante) |
| Costa d'Avorio      |
| Egitto              |
| Gabon               |
| Algeria             |
| Nigeria             |
| Senegal             |
| Sudafrica           |

## Stadi
Sono due le città che ospitano il torneo: Marrakech e Tangeri per un totale di due stadi.
| Stadio di Tangeri | Stadio di Marrakech |
| Capienza: 45 000  | Capienza: 45 240    |
|                   |                     |

## Fase a gironi

### Gruppo A
| Pos. | Squadra | Pt | G | V | N | P | GF | GS | DR |
| ---- | ------- | -- | - | - | - | - | -- | -- | -- |
| 1.   | Senegal | 6  | 3 | 2 | 0 | 1 | 3  | 2  | +1 |
| 2.   | Marocco | 6  | 3 | 2 | 0 | 1 | 2  | 1  | +1 |
| 3.   | Nigeria | 3  | 3 | 1 | 0 | 2 | 5  | 4  | +1 |
| 4.   | Algeria | 3  | 3 | 1 | 0 | 2 | 2  | 5  | -3 |

#### Risultati
| Arbitro: | Sylvester Kirwa |

|  |           |                    |
|  | Marcatori | 74’ (rig.) Barrada |

| Arbitro: | Néant Alioum |

|               |           |  |
| Benaldjia 77’ | Marcatori |  |

| Arbitro: | Janny Sikazwe |

|                 |           |  |
| Tighadouini 59’ | Marcatori |  |

| Arbitro: | Slim Jedidi |

|                    |           |             |
| Mbodj 34’ Sané 42’ | Marcatori | 49’ Uchechi |

| Arbitro: | Bakary Papa Gassama |

|                                 |           |               |
| Lawal 47’, 75’, 85’ Uchechi 42’ | Marcatori | 42’ Bounedjah |

| Arbitro: | Hamada Nampiandraza |

|  |           |          |
|  | Marcatori | 31’ Wade |

### Gruppo B
| Pos. | Squadra        | Pt | G | V | N | P | GF | GS | DR |
| ---- | -------------- | -- | - | - | - | - | -- | -- | -- |
| 1.   | Egitto         | 6  | 3 | 2 | 0 | 1 | 3  | 1  | +2 |
| 2.   | Gabon          | 4  | 3 | 1 | 1 | 1 | 4  | 3  | +1 |
| 3.   | Costa d'Avorio | 4  | 3 | 1 | 1 | 1 | 3  | 4  | -1 |
| 4.   | Sudafrica      | 2  | 3 | 0 | 2 | 1 | 2  | 4  | -2 |

#### Risultati
| Arbitro: | Bakary Papa Gassama |

|           |           |  |
| Magdi 50’ | Marcatori |  |

| Arbitro: | Bouchaïb El Ahrach |

|            |           |               |
| Bhengu 21’ | Marcatori | 81’ Griffiths |

| Arbitro: | Ali Ould Lemghaifry |

|                 |           |             |
| Lengoualama 80’ | Marcatori | 40’ Masango |

| Arbitro: | Hamada Nampiandraza |

|          |           |  |
| Koné 82’ | Marcatori |  |

| Arbitro: | Janny Sikazwe |

|                       |           |  |
| Elneny 46’ Mohsen 63’ | Marcatori |  |

| Arbitro: | Slim Jedidi |

|                                 |           |            |
| Mba 46’, 49’ (rig.) Yacouya 78’ | Marcatori | 30’ Traoré |

## Fase a eliminazione diretta

### Tabellone
|  | Semifinali | Semifinali | Semifinali |         |       | Finale          | Finale          | Finale          |  |
|  |            |            |            |         |       |                 |                 |                 |  |
|  | Senegal    | Senegal    | 0          |         |       |                 |                 |                 |  |
|  | Senegal    | Senegal    | 0          |         |       |                 |                 |                 |  |
|  | Gabon      | Gabon      | 1 (dts)    |         |       |                 |                 |                 |  |
|  | Gabon      | Gabon      | 1 (dts)    |         | Gabon | Gabon           | 2               |                 |  |
|  |            |            |            |         | Gabon | Gabon           | 2               |                 |  |
|  |            |            | Marocco    | Marocco | 1     |                 |                 |                 |  |
|  | Egitto     | Egitto     | Marocco    | Marocco | 1     | 2               |                 |                 |  |
|  | Egitto     | Egitto     |            |         |       | 2               |                 |                 |  |
|  | Marocco    | Marocco    | 3          |         |       | Finale 3º posto | Finale 3º posto | Finale 3º posto |  |
|  | Marocco    | Marocco    | 3          |         |       |                 |                 |                 |  |
|  |            |            |            |         |       |                 |                 |                 |  |
|  |            |            |            |         |       | Senegal         | Senegal         | 0               |  |
|  |            |            |            |         |       | Senegal         | Senegal         | 0               |  |
|  |            |            |            |         |       | Egitto          | Egitto          | 2               |  |

### Semifinali
| Arbitro: | Janny Sikazwe |

|  |           |         |
|  | Marcatori | 7’ Poko |

| Arbitro: | Alioum |

|                        |           |                          |
| Salah 36’ Sherweda 82’ | Marcatori | 1’ 9’ Barrada 7’ Mokhtar |

### Finale 3º posto
| Arbitro: | Slim Jedidi |

|  |           |                        |
|  | Marcatori | 32’ Sherweda 68’ Gomaa |

### Finale
| Arbitro: | Hamada Nampiandraza |

|                     |           |             |
| Obiang 33’ Nono 40’ | Marcatori | 21’ Mokhtar |

Gabon
(1º titolo)